# 加島茜
加島 茜（かしま あかね、1985年12月17日 - ）は日本のミュージカル俳優およびダンサーおよびダンス指導者である。大阪府東大阪市出身。元劇団四季所属。

## 来歴
大阪府立盾津高等学校卒業後オリエンタルランドに入社しビッグバンドビートに出演していた。2014年に劇団四季オーディションに合格し劇団四季へ移籍する。同年マンマ・ミーア!のアンサンブル役で初舞台に出演した。2016年9月2日のキャッツ大阪公演からはランペルティーザ役を新たに演じた。その後多数の作品出演を重ねたが、2022年12月25日のアラジン東京公演が最後の出演となり、同年12月31日付けで劇団四季を退団した。2023年1月1日に開設した自身の公式Instagramで前述の四季の最終出演と退団を発表し、当年からは関東地方を拠点にダンサーとダンス指導者として活動することを公表した。

## 主な出演作品

### 劇団四季
- マンマ・ミーア!（2014年アンサンブル）
- コンタクト（2014年アンサンブル）
- キャッツ（2015年～ジェミマ、2016年～ランペルティーザ）
- アラジン（アンサンブル）

### その他
- ビッグバンドビート（2011年～2014年）
- ムーラン・ルージュ（2022年）
- アメリカン・サイコ（2025年）[2]